# Parker Posey
Parker Posey (născută Parker Christian Posey, n. 8 noiembrie 1968, Baltimore, America Britanică⁠(d), Regatul Marii Britanii) este o actriță americană.

## Filomografie
- Pierduți în spațiu (serie din 2018)